# Fletcheria
Fletcheria là một chi bướm đêm thuộc họ Noctuidae.